# جامعة هانوفر
جامعة هانوفر (بالألمانية: Universität Hannover)، وتسمى رسميًا جامعة غوتفريت فيلهلم لايبنتز في هانوفر هي جامعة ألمانية تقع في مدينة هانوفر. أُنشِئت سنة 1831، وهي واحدة من أقدم الجامعات التي تخصصت في العلوم والتكنولوجيا في ألمانيا.
جامعة هانوفر هي أحد معاهد سكسونيا السفلى للتقنية وهي عضو بمجموعة TU9 (المعاهد الألمانية للتقنية)، وهي مجموعة تضم معاهد التقنية التسع الرائدة في ألمانيا.

## كليات الجامعة
تضم جامعة هانوفر 9 كليات تمنح أكثر من 150 درجة جامعية أولى، وهي بذلك ثاني أكبر مؤسسة تعليمية في سكسونيا السفلى. تضم هيئة تدريس الجامعة حوالي 1120 فردا، منهم 340 أستاذًا، إلى جانب 1560 موظفًا إداريًا، ويبلغ عدد طلبة الجامعة 19660 طالبًا وفقًا لإحصاء عام 2009.
كليات الجامعة هي:
- كلية الهندسة المعمارية وتصميم المناظر الطبيعية
- كلية الهندسة المدنية وعلم المساحة
- كلية الاقتصاد والإدارة
- كلية الهندسة الكهربائية وعلوم الحاسب
- كلية العلوم الإنسانية
- كلية القانون
- كلية الرياضيات والفيزياء
- كلية الهندسة الميكانيكية
- كلية العلوم الطبيعية

## أشهر الخريجين
- فيلهلم بوش
- كريستيان أوتو مور
- آدم كارل بيتري

## وصلات خارجية
- الموقع الرسمي للجامعة